# Sektflaschenöffner

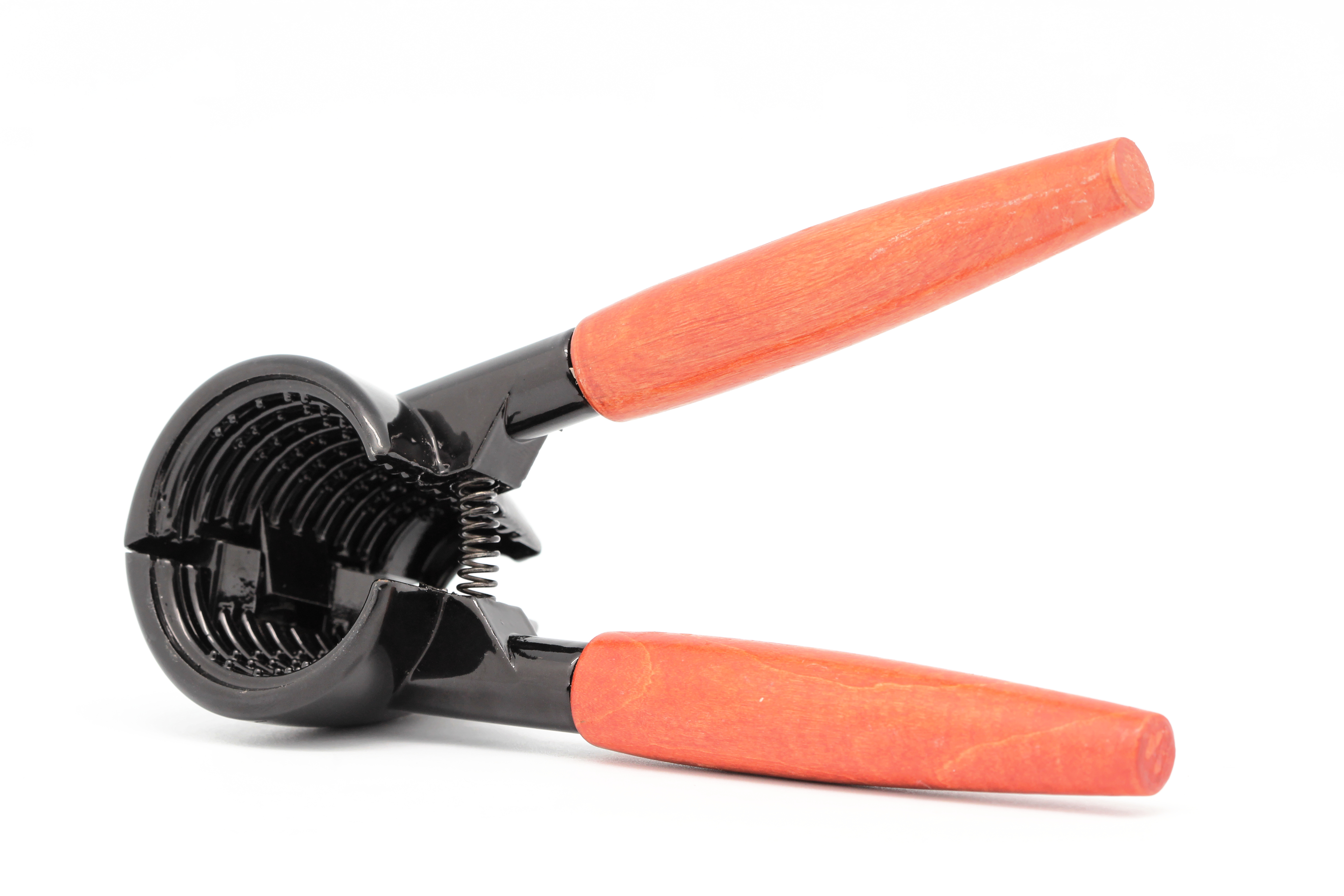
Sekt- bzw. Champagneröffner (zugleich als Nussknacker verwendbar)

Ein Sektflaschenöffner oder Champagnerflaschenöffner, kurz Sektöffner bzw. Champagneröffner, auch Sektzange bzw. Champagnerzange, ist ein in verschiedenen Ausformungen hergestelltes einfaches Werkzeug zum Öffnen einer handelsüblichen Sekt- bzw. Champagnerflasche. Er verhindert, dass der Korken durch die Luft geschleudert wird, und vermeidet oder reduziert zudem das Überschäumen des Getränks.

## Geschichte
Das Öffnen einer Sekt- bzw. Champagnerflasche unterscheidet sich grundsätzlich vom Öffnen einer normalen Weinflasche und erfordert eine völlig andere Technik. Der Sekt- bzw. Champagnerkorken hat die Form eines Pilzes. Der aus der Flasche ragende Pilzkopf ist mit einem Drahtgestell (auch Drahtkorb oder Drahtkörbchen), der sogenannten Agraffe, gesichert, damit der Überdruck in der Flasche den Korken nicht vorzeitig „knallen“ und womöglich das Getränk überschäumen lässt. Daher erfordert das sachgemäße Öffnen von Sekt- oder Champagnerflaschen einiges Geschick.
Ende des 19. Jahrhunderts kamen „Öffnungshilfen“ in Form von speziellen, einfachen Werkzeugen auf den Markt: Beispielsweise wird in einem 1892 beim A. Hartleben’s Verlag erschienenen Sachbuch über die Champagner-Fabrikation eine Champagnerzange beschrieben. Der Begriff existierte aber bereits vorher (mindestens seit 1870). Beim deutschen Schneidwarenhersteller Zwilling J. A. Henckels mit Sitz in Solingen gehörte 1897 laut damaligem „Muster-Buch“ ein Champagnerflaschenöffner zum Sortiment. In der Folge entwickelten sich verschiedene Arten und Ausformungen von Sekt- bzw. Champagneröffnern, die allerdings als Nischenartikel vielfach nur eine begrenzte Zeit lang produziert wurden.
Inzwischen gilt eine Flasche Champagner oder auch Sekt, auf jeden Fall ein hochwertiger Schaumwein, als perfekt geeignet, um einen feierlichen Anlass zu würdigen. Da es Champagner oder Sekt zumeist nur bei besonderen Gelegenheiten gibt, wird das Öffnen einer Flasche heute vielfach als „kleines Ritual“ praktiziert. Dabei gilt es als stilvoll, die Flasche ohne „Korkenknall“ zu öffnen. Mittels Sekt- bzw. Champagneröffner lässt sich in der Regel ein kontrolliertes und zudem sicheres Öffnen gewährleisten. Die Öffner werden vielfach der „gehobenen Tischkultur“ zugerechnet. Einige, teils höherpreisige Modelle sind daher als spezielle Designobjekte ausgebildet und gelten außerdem als typische Geschenkartikel.
Eine besonders spektakuläre Öffnungsart stellt das sogenannte Sabrieren – das Abschlagen des Flaschenkopfes mitsamt Korken –, unter Zuhilfenahme eines Champagnersäbels, dar. Indes bricht meistens beim Anfänger der ganze Flaschenhals ab, so dass, laut einschlägigen Ratgebern, diese Methode besser erfahrenen Fachleuten wie Sekt-Kellermeistern oder Kellnern überlassen bleiben sollte.

## Arten und Funktionsweise

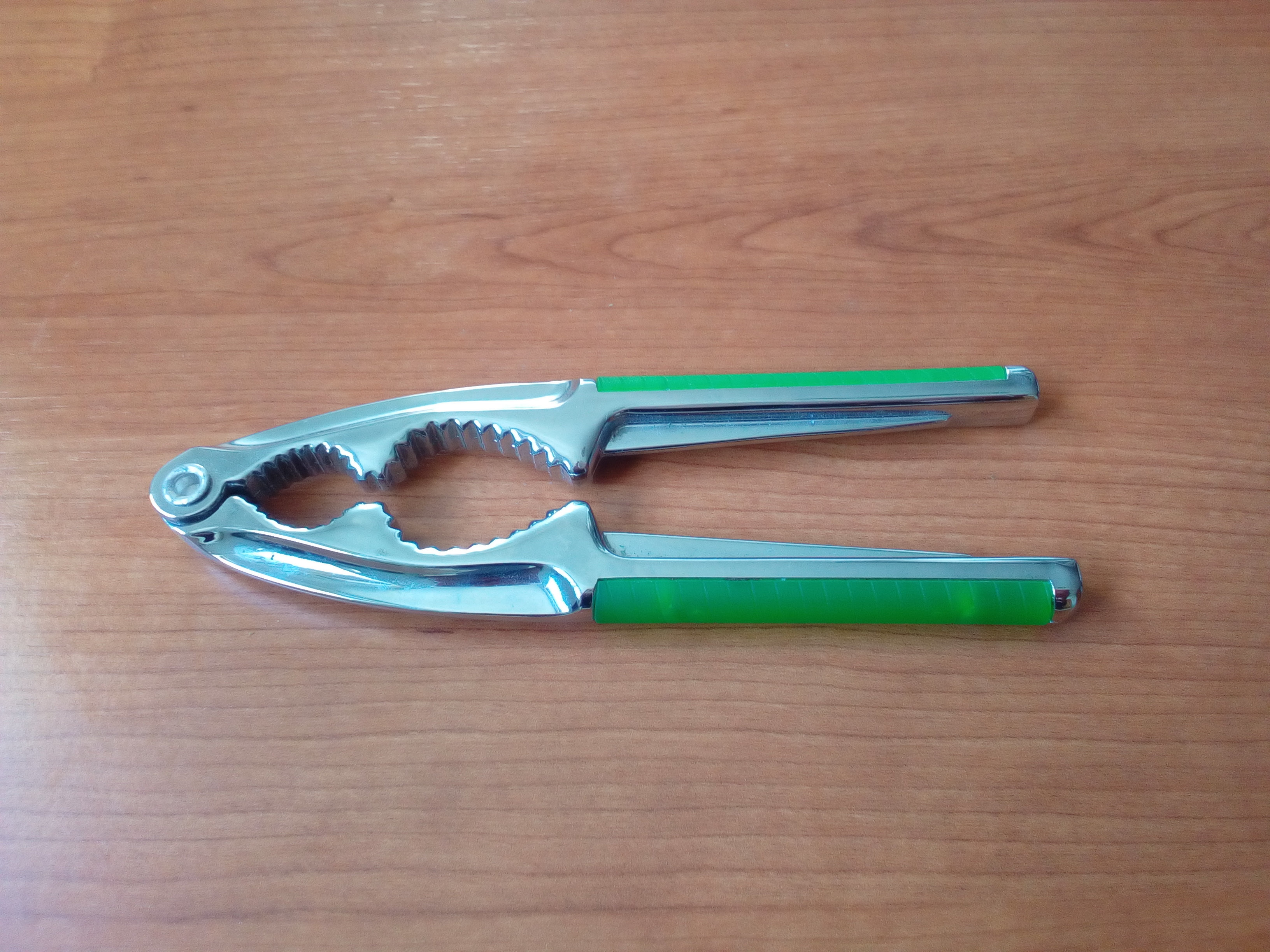
Nussknacker, zugleich als Champagnerzange verwendbar

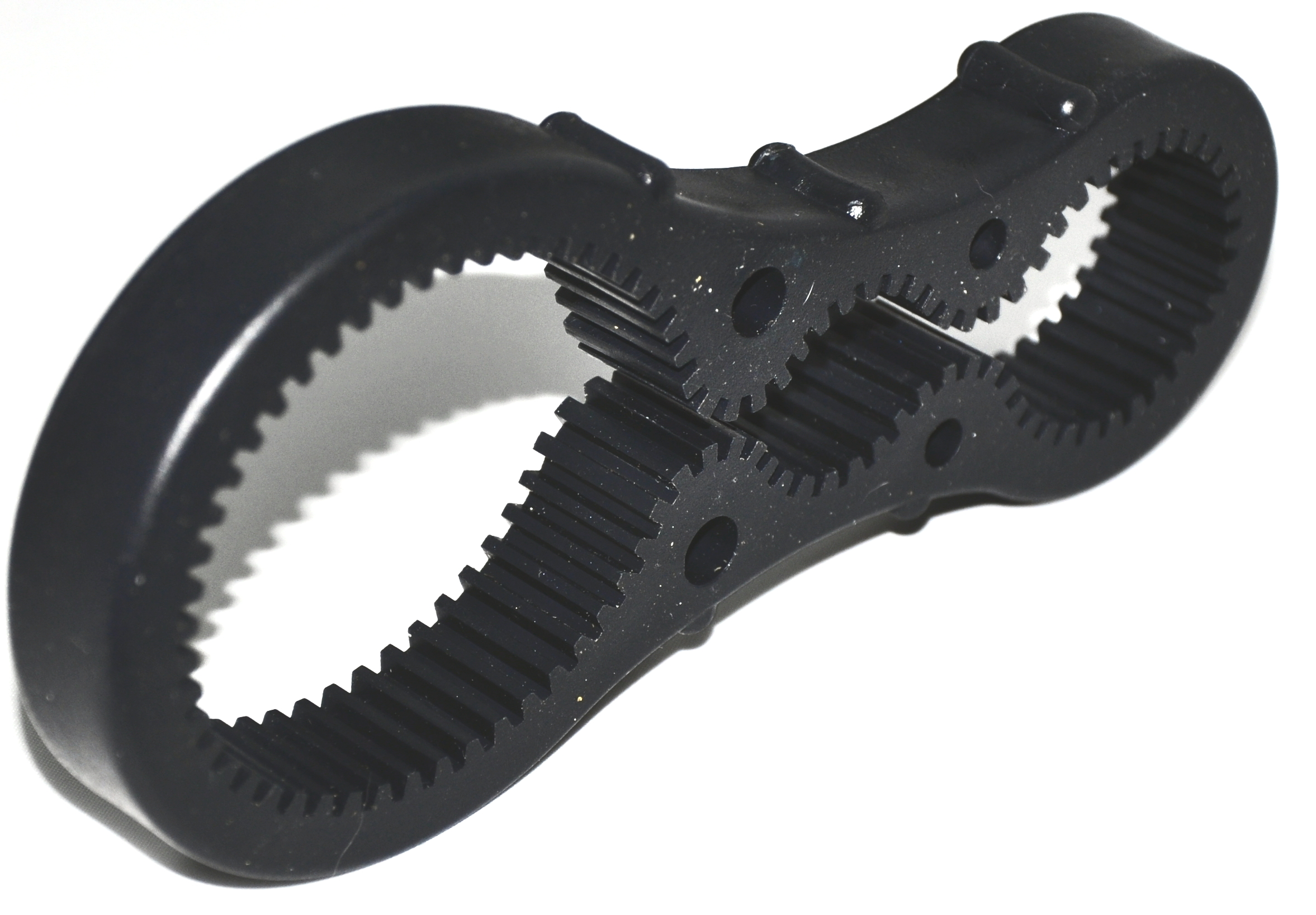
Mehrzweck-Flaschenöffner, auch für Sekt- bzw. Champagnerflaschen nutzbar

Bei allen Öffnungswerkzeugen muss das Öffnen der Flasche vorbereitet und insbesondere die Agraffe gelöst und entfernt werden.
Neben einigen bekannten Herstellern werden Sekt- bzw. Champagneröffner von verschiedenen kleineren Herstellern und Handelsunternehmen vertrieben, die – teils patentierte – Einzelprodukte wie zum Beispiel „Champagner-Zange“, „Champagner-Stern“ oder „Champagner-Schlüssel“ anbieten.
Die drei genannten Beispiele umschreiben die Hauptbauarten und Funktionsweise: Die meisten Öffner funktionieren nach dem Prinzip einer Zange, indem sie den Pilzkopf des Korkens festhalten und zudem die Hebelkraft zum Lösen des Korkens vergrößern. Champagnerzangen ähneln einem zangenartigen Nussknacker, einige Modelle sind zugleich für beide Zwecke verwendbar. Zumeist sind sie haubenförmig ausgebildet, um den Korken zusätzlich zu sichern. Außerdem gibt es drehgriffartige Öffnermodelle, die auf den Flaschenkopf aufgesteckt und dabei auf den Pilzkopf des Korkens aufgeklemmt werden und so die auf den Korken einwirkende „Drehkraft“ erhöhen. Darüber hinaus gibt es einige Modelle, die eine Art Klemmhebel nutzen.
Sie bestehen meistens aus Metall, teilweise wird auch Kunststoff verwendet. Bei etwaigen Handgriffen ist zudem teils Holz anzutreffen.